# Батьківський контроль

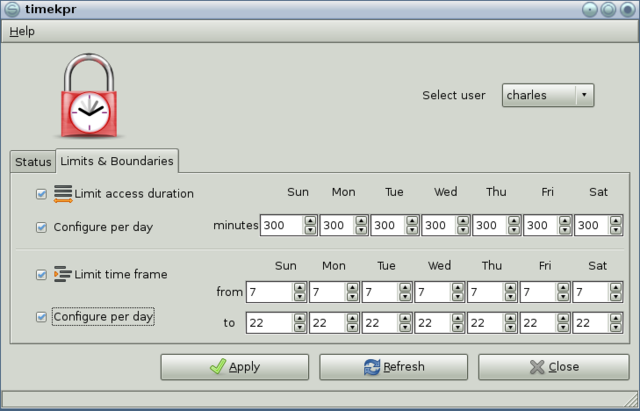
TimeKpr — програма для Linux, яка контролює, скільки часу можна використовувати комп'ютер протягом дня

Батьківський контроль — функції, які можуть бути включені до послуг цифрового телебачення, комп'ютерів та відеоігор, мобільних пристроїв і програмного забезпечення, щоб допомогти батькам обмежити можливість перегляду певного контенту їхніми дітьми. Це може бути контент, який вони вважають невідповідним віку дітей, рівню зрілості або орієнтований на дорослу аудиторію. Засоби батьківського контролю можна поділити на чотири категорії: фільтри контенту, які обмежують доступ до контенту, неприйнятного для певного віку; засоби контролю використання, які обмежують використання пристроїв, наприклад, установлюють часові обмеження на використання або забороняють певні типи використання; засоби керування використанням комп'ютера, які примусово вимагають використання певного програмного забезпечення; та засоби моніторингу, які дають змогу відстежувати місцезнаходження та дії під час використання пристроїв.
Фільтри контенту стали першою популярною категорією засобів батьківського контролю для обмеження доступу до інтернет-контенту. Телевізійні станції також почали впроваджувати технологію V-chip, щоб обмежити доступ до телевізійного контенту. Сучасні засоби керування використанням можуть обмежувати доступ до певних видів відвертого контенту, такого як відверті пісні та фільми. Вони також можуть вимикати пристрої в певний час доби, обмежувати гучність, а завдяки доступності технології GPS тепер можна легко знаходити такі пристрої, як мобільні телефони. ЮНІСЕФ наголошує на відповідальності батьків та вчителів у цій ролі.
Попит на методи батьківського контролю, що обмежують контент, зріс протягом десятиліть через зростання доступності інтернету. Опитування ICM 2014 року показало, що майже чверть людей віком до 12 років стикалися з онлайн-порнографією. Обмеження особливо допомагає у випадках, коли діти випадково стикаються з неприйнятним контентом. Моніторинг може бути ефективним для зменшення випадків кібербулінгу в інтернеті. Незрозуміло, чи впливає батьківський контроль на онлайн-домагання дітей, оскільки мало відомо про роль, яку сім'я відіграє у захисті дітей від небажаного досвіду в інтернеті. Психологічно кібербулінг може бути шкідливішим для жертви, ніж традиційний булінг. Дослідження показали, що близько 75 % підлітків зазнавали кібербулінгу. Відсутність батьківського контролю в сім'ї може призвести до того, що дитина стане учасником або жертвою кібербулінгу.

## Огляд
Контроль поведінки полягає в керуванні часом, який дитина проводить в інтернеті, або тим, скільки інформації вона може переглядати. Психологічний контроль передбачає спроби батьків впливати на поведінку дітей.
Існує кілька методів організації батьківського контролю для блокування вебсайтів. Додаткове програмне забезпечення для батьківського контролю може моніторити API, щоб спостерігати за такими програмами, як веббраузер або застосунок для інтернет-чату, та втручатися відповідно до певних критеріїв, таких як збіг у базі даних заборонених слів. Практично все програмне забезпечення для батьківського контролю передбачає введення пароля або іншу форму автентифікації, щоб запобігти його вимкненню неавторизованими користувачами.
Також використовуються методи, що включають проксі-сервер. Веббраузер налаштовано на надсилання запитів щодо веб-контенту на проксі-сервер, а не безпосередньо на бажаний веб-сервер. Потім проксі-сервер отримує веб-сторінку з сервера від імені браузера та передає вміст браузеру. Проксі-сервери можуть перевіряти надсилані та отримувані дані і втручатися, залежно від різних критеріїв, пов'язаних із вмістом сторінки або запитуваною URL-адресою, наприклад, використовуючи базу даних заборонених слів або заборонених URL-адрес. Основним недоліком методу проксі є те, що він вимагає налаштування клієнтської програми для використання проксі-сервера, і якщо користувач може переналаштувати програми для доступу до інтернету безпосередньо, а не через проксі-сервер, то цей контроль легко обійти. Самі проксі-сервери можуть використовуватися для обходу батьківського контролю. Існують й інші методи обходу батьківського контролю.
Засоби керування використанням комп'ютера, на відміну від фільтрів контенту, спрямовані на те, щоб надати батькам змогу збалансувати комп'ютерне середовище для дітей, регулюючи відеоігри. Головна ідея цих застосунків полягає в тому, щоб дати змогу батькам впровадити в час, проведений за комп'ютером, навчальні матеріали, які, в разі опрацювання, дають змогу дитині заробляти ігровий час.
Розроблено мережеві пристрої батьківського контролю, які працюють як брандмауер-маршрутизатор, використовуючи для блокування небажаного веб-контенту фільтрацію пакунків, зону політики відповіді DNS та методи глибокої перевірки пакунків. Ці методи використовують у комерційних та урядових комунікаційних мережах. Розроблено варіант цих пристроїв, призначений для домашніх мереж. Їх підключають до домашнього маршрутизатора та створюють нову бездротову мережу, призначену для підключення дітей.

## Батьківський контроль на мобільних пристроях
Зростання використання мобільних пристроїв із повнофункціональними вебоглядачами та завантажуваними застосунками створило попит на батьківський контроль на цих пристроях. Прикладами мобільних пристроїв із функціями батьківського контролю є мобільні телефони, планшети та електронні книги. У листопаді 2007 року Verizon став першим оператором, який запропонував вікові фільтри контенту, а також універсальні фільтри контенту, зважаючи на те, що мобільні пристрої використовують для доступу до різноманітних матеріалів — від фільмів та музики до застосунків та вебсайтів. У червні 2009 року, в iPhone OS 3.0, Apple стала першою компанією, яка запровадила на мобільних пристроях вбудований механізм створення вікових обмежень для користувачів, який блокував би завантаження на пристрій небажаних програм. У наступні роки розробники всіх основних операційних систем, включно з Linux, Android, Windows і навіть більш бізнес-орієнтованою платформою Blackberry, представили вбудовані інструменти батьківського контролю. Також існують програми, які дозволяють батькам контролювати в реальному часі спілкування на телефоні дітей через доступ до текстових повідомлень, історії браузера та історії програм. Прикладом є Trend Micro, який не лише пропонує захист від вірусів, але й батьківський контроль для телефонів і планшетів майже всіх марок. Більшість із них пропонують додаткові функції батьківського контролю: моніторинг та фільтрацію текстових повідомлень/дзвінків, захист під час перегляду вебсторінок та заборону доступу до певних вебсайтів. Такі застосунки спричинили зростання конкуренції на своєму ринку.
Програмне забезпечення для мобільних пристроїв дає змогу батькам обмежувати доступ дітей до програм, а також контролювати текстові повідомлення, журнали телефонних розмов, MMS-зображення та інші транзакції, що відбуваються на мобільному пристрої дитини; встановлювати часові обмеження на використання мобільних пристроїв; відстежувати точне місцезнаходження своїх дітей, а також контролювати дзвінки та вміст текстових повідомлень. Ці застосунки також забезпечують батькам контроль над обліковими записами в соціальних мережах, а саме перегляд публікацій, фотографій та будь-якої взаємодії в режимі реального часу. Ще однією функцією цього програмного забезпечення є виявлення випадків булінгу.
Більшість інтернет-провайдерів пропонують безкоштовні опції фільтрації, щоб обмежити можливості перегляду веб-сторінок та блокувати небажаний контент. Впровадження батьківського контролю та обговорення безпеки в інтернеті є корисними кроками для захисту дітей від неналежної інформації.
Хоча батьківський контроль може захистити дітей, він також має деякі негативні фактори. Батьківський контроль може підвищувати тривожність дітей. У крайніх випадках дитина може настільки розлютитися, що знищить свій пристрій, повністю звівши нанівець мету батьківського контролю. У такому випадку, можливо, краще відмовитися від встановлення засобів батьківського контролю.

## Обхід батьківського контролю
- Якщо програмне забезпечення для фільтрації розташоване локально на комп'ютері, все його можна легко обійти, завантаживши комп'ютер з альтернативного носія, з альтернативною операційною системою або (у Windows) у безпечному режимі. Однак, якщо в BIOS комп'ютера встановлено заборону завантаження зі знімних носіїв, і якщо зміни в BIOS заборонено без належної автентифікації, то завантажити альтернативну операційну систему неможливо без обходу безпеки BIOS шляхом часткового розбирання комп'ютера та скидання конфігурації BIOS за допомогою кнопки або перемички, чи вийняття та вставлення внутрішньої батарейки.[15]
- Використання зовнішніх проксі-серверів або інших серверів. Користувач надсилає запити на зовнішній сервер, який отримує контент від його імені. Програмне забезпечення для фільтрації може не знати, до яких URL-адрес звертається користувач, оскільки весь зв'язок здійснюється з одним зовнішнім сервером, а програмне забезпечення для фільтрації не бачить жодного зв'язку з веб-серверами, з яких насправді походить контент. Щоб протидіяти цьому, програмне забезпечення для фільтрації може також блокувати доступ до популярних проксі-серверів. Крім того, системи фільтрації, які дозволяють доступ лише до набору дозволених URL-адрес (білий список), не дозволять доступу до ресурсів поза цим списком, включно з проксі-серверами.
- Скидання паролів за допомогою експлойтів.
- Змінення файлів програмного забезпечення.
- Атаки грубої сили на паролі програмного забезпечення.[16]

- Режими «інкогніто / приватний» із вкладкою «зображення». Користувачі, програмне забезпечення батьківського контролю та маршрутизатори батьківського контролю можуть використовувати «безпечний пошук» (SafeSearch[en]) для забезпечення фільтрації в більшості основних пошукових систем. Однак у більшості браузерів користувач може вибрати режим перегляду «інкогніто» або «приватний», увести пошукові запити для контенту та вибрати вкладку «зображення», щоб ефективно обійти «безпечний пошук» та багато фільтрів батьківського контролю. Нижче наведено рекомендації та рішення щодо маршрутизаторів.

Фільтрацію, яка відбувається поза комп'ютером користувача (наприклад, на маршрутизаторі), неможливо обійти за допомогою описаних вище методів (за винятком режимів «інкогніто / приватний»). Однак,
- Основні пошукові системи кешують та розміщують контент на власних серверах. Як наслідок, фільтри доменів, такі як багато сторонніх DNS-серверів, також не фільтрують вкладку «інкогніто / приватний» за допомогою вкладки «зображення».
- Більшість комерційно доступних маршрутизаторів із батьківським контролем не забезпечують безпечного пошуку на маршрутизаторі, тому не фільтрують вкладку «інкогніто / приватний» із вкладкою «зображення».

## Критика
Хоча батьківський контроль додано до різних електронних медіа та набув популярності, виникає питання, чи достатньо його для захисту та запобігання впливу неприйнятних матеріалів на дітей. Дослідники припускають, що надлишкова зосередженість на контролі може перешкодити формуванню в дитини самостійності та обмежувати розвиток відкритого спілкування між батьками та дитиною.

## Операційні системи з батьківським контролем
Нижче наведено список популярних операційних систем, які наразі мають вбудовані функції батьківського контролю:
- Android[18]
- iOS[19] (12 або пізніша версія)
- macOS (10.3 та пізніших версій)
- DoudouLinux[en] (вбудований веб-фільтр)
- Sabily[en] (вбудований веб-фільтр)
- Ubuntu Christian edition (вбудований веб-фільтр)
- Windows (Vista, 7, 10 та пізніші версії)[20]
- ChromeOS (65 або пізнішої версії)